# Iasnoprominske, Milove
Iasnoprominske (în ucraineană Яснопромінське) este un sat în comuna Velîkoțk din raionul Milove, regiunea Luhansk, Ucraina.

## Demografie
Componența lingvistică a localității Iasnoprominske
     Ucraineană (100%)
Conform recensământului din 2001, toată populația localității Iasnoprominske era vorbitoare de ucraineană (100%).